# Cerodirphia marahuaca
Cerodirphia marahuaca is een vlinder uit de onderfamilie Hemileucinae van de familie nachtpauwogen (Saturniidae).
De wetenschappelijke naam van de soort is voor het eerst geldig gepubliceerd door Claude Lemaire in 1971.

## Type
- holotype: "male, 7.V.1950. leg. R. Lichy. genitalia preparatie Lemaire no. 2324"
- instituut: MNHN, Parijs, Frankrijk
- typelocatie: "Venezuela, Amazonas, base du Cerro Marahuaca, Caño Tchari"